# Vergeltung unter Tage
Vergeltung unter Tage (La Terre et le sang) ist ein 1953 erschienener Roman des Schriftstellers Mouloud Feraoun.
"Wenn ein Kabyle nach langer Abwesenheit wieder in seine Berge zurückkehrt,
so erscheint ihm die Zeit, die er irgendwo anders verbrachte,
nur noch wie ein Traum.
Dieser Traum mag gut oder schlecht sein,
doch die Wirklichkeit findet er nur bei sich, in seinem Haus, in seinem Dorf.
Das Dorf ist eine Gruppierung von Häusern, und die Häuser sind aus einem Gefüge von Steinen,
Erde und Hölzern erstellt.
Es fällt schwer, darin den naiven Eingriff des mauernden Menschen zu erahnen.
Sie hätten von selbst wachsen können,
so wie sie sich ihren Bewohnern darbieten,
wäre dies nicht ein Wunder auf dieser ungnädigen Erde,
auf der jeder vegetiert und am Ende unter einer Schiefertafel seinen Schlaf findet." (Seite 8 der deutschen Ausgabe von 2000, übersetzt von Tilmann Hannemann)

## Inhalt
Der Kabyle Amer verlässt seine Heimat, um in Frankreich zu arbeiten. Zu Beginn denkt er noch oft an seine Heimat und seine Familie, die er mit regelmäßigen Überweisungen unterstützt. Doch schon bald verdrängt der Moloch Paris die Bilder der Vergangenheit, selbst die Geldzuwendungen stellt Amer schließlich ein. Völlig vereinsamt stirbt so der alte Vater, der all seine Hoffnung auf seinen Sohn gesetzt hatte. Als Amer dann gänzlich unerwartet wieder heimkehrt, noch dazu in Begleitung einer französischen Frau, ist die Verwunderung groß... (Klappentext der deutschen Ausgabe von 2000)